# Synnöve Clason
Synnöve Clason (* 15. Juni 1938 als Synnöve von der Fehr Falkenberg in Oslo) ist eine emeritierte Professorin für Germanistik.
Seit 1962 war sie mit dem Journalisten Anders Clason verheiratet. 

## Schriften
- Die Welt erklären : Geschichte und Fiktion in Lion Feuchtwangers Roman Erfolg (1975)
- Schlagworte der "konservativen Revolution" : Studien zum polemischen Wortgebrauch des radikalen Konservatismus in Deutschland zwischen 1871 und 1933 (1981)
- Tysk prosa från Becker till Wolf : utvecklingen efter 1968 samt kommenterad boklista (1987)
- Der andere Blick: Studien zur deutschsprachigen Literatur der 70er Jahre (1988)
- Ängeln på vinden: om kvinnligt skrivande nu och förr (1989)
- Selma Lagerlöf ur franskt perspektiv (1994)
- Der Faustroman Trobadora Beatriz : zur Goethe-Rezeption Irmtraud Morgners (1994)
- Pudelns kärna. En bok om Johann Wolfgang Goethe (1999)

| Personendaten    | Personendaten                                              |
| ---------------- | ---------------------------------------------------------- |
| NAME             | Clason, Synnöve                                            |
| ALTERNATIVNAMEN  | von der Fehr Falkenberg, Synnöve                           |
| KURZBESCHREIBUNG | schwedische Hochschullehrerin, Professorin für Germanistik |
| GEBURTSDATUM     | 15. Juni 1938                                              |
| GEBURTSORT       | Oslo                                                       |